# عبد الناصر والعالم (كتاب)
عبد الناصر والعالم هو الكتاب التاسع ضمن مؤلفات الكاتب محمد حسنين هيكل والأول له باللغة الإنجليزية، كما أنه الأول في عصر الرئيس أنور السادات. صدر الكتاب سنة 1972.

## الوصف
الكتاب ترجمة لكتاب صدر سنة 1971 - في الذكرى الأولى لوفاة الرئيس جمال عبد الناصر - بعنوان THE CAIRO DOCUMENTS، وقام بترجمته الصحفي اللبناني سمير عطا الله، علما بأن الكتاب ترجم إلى 21 لغة بينها الفرنسية والإيطالية والأسبانية واليابانية والألمانية والسويدية والأردية والهندية والصربية والبرتغالية، وجاء هذا الكتاب بعد محاولة إقناع الأستاذ هيكل بكتابته، وتحديدا من قبل صديقاه دنيس هملتون Dennis Hamilton رئيس التحرير العام لمجموعة صحف طومسون Thompson وبينها جريدة التيمس اليومية TIMES، والصنداي تيمس الأسبوعية SUNDAY TIMES. والثاني هو ساي سالزبيرجر C. L. Sulzberger أحد رؤساء تحرير جريدة نيويورك تيمس NEW YORK TIMES.
الكتاب عن عبد الناصر وكبارعصره، فقد كان عبد الناصر عملاقا، وكان عصره عصر عمالقة التقى معهم جميعا، بالاتفاق أو بالاختلاف، ونشأت عن لقائه بهم صداقات وصراعات تركت أثرها على العصر كله. وفور النشر المسبق في الصحافة لفصول من هذا الكتاب قدم الأستاذ هيكل اعتذار رجا فيه أن يحكم على الكتاب في إطاره، فهو ليس قصة حياة عبد الناصر ولا قصة معركة بعينها ضمن معاركه، وأن لا يحكم عليه إجمالا من مجرد فصول اختيرت منه للنشر الصحفي لا تزيد نسبتها فيه على الخمس - فإن البعض في العالم العربي لم يقبل هذا الاعتذار. والأستاذ هيكل كان يتوقع شيئا من ذلك -بسبب الظروف العربية الراهنة- وبسبب ظروفه الشخصية.

## فصول الكتاب
الكتاب من القطع المتوسط ضمن 488 صفحة، ويحوي على 12 فصلا - هم:
1. عبد الناصر: الرجل.. والظرف التاريخي. (Nasser: Lion of Egypt)
2. عبد الناصر ودالاس: سياسة حافة الهاوية. (On the Brink with Dulles)
3. عبد الناصر وإيدن: الطريق إلى السويس. (Eden and Suez)
4. عبد الناصر وخروشوف: طريق القاهرة - موسكو. (A Duel with Khrushchev)
5. عبد الناصر وهمرشولد: الكتاب والسيف. (Hammarskjold and His Sword)
6. عبد الناصر وكنيدي: الآفاق الضائعة. (Kennedy and Containment)
7. عبد الناصر وجونسون: راعي البقر من تكساس. (Johnson and Violence)
8. عبد الناصر وتيتو: نحن ضمير العالم. (Tito: Calculations and Balances)
9. عبد الناصر ونهرو: روح الشرق. (Nehru: Intellectual Hesitations)
10. عبد الناصر وشوين لاي: الشرق والغرب. (Chou En-lai: East and West)
11. عبد الناصر وإيرهارد: صدام في الظلام ! (Ludwig Erhard: Conflict Imposed)
12. عبد الناصر وجيفارا: الحلم... والثورة.. (Guevara and Revolution)